# نبرد کشتی توپدار
نبرد کشتی توپدار (انگلیسی: Gunboat War)، نبردی است دریایی از سال ۱۸۰۴ تا ۱۸۱۴ بین فرانسه و بریتانیا که با پیروزی بریتانیا همراه بود.